# Ivanka pri Nitre
Ivanka pri Nitre (bis 1948 slowakisch „Ivánka pri Nitre“ – bis 1927 „Ivánka“; deutsch Iwanka, ungarisch Nyitraivánka – bis 1888 Ivánka) ist eine Gemeinde im Okres Nitra im westlichen Zentrum der Slowakei.

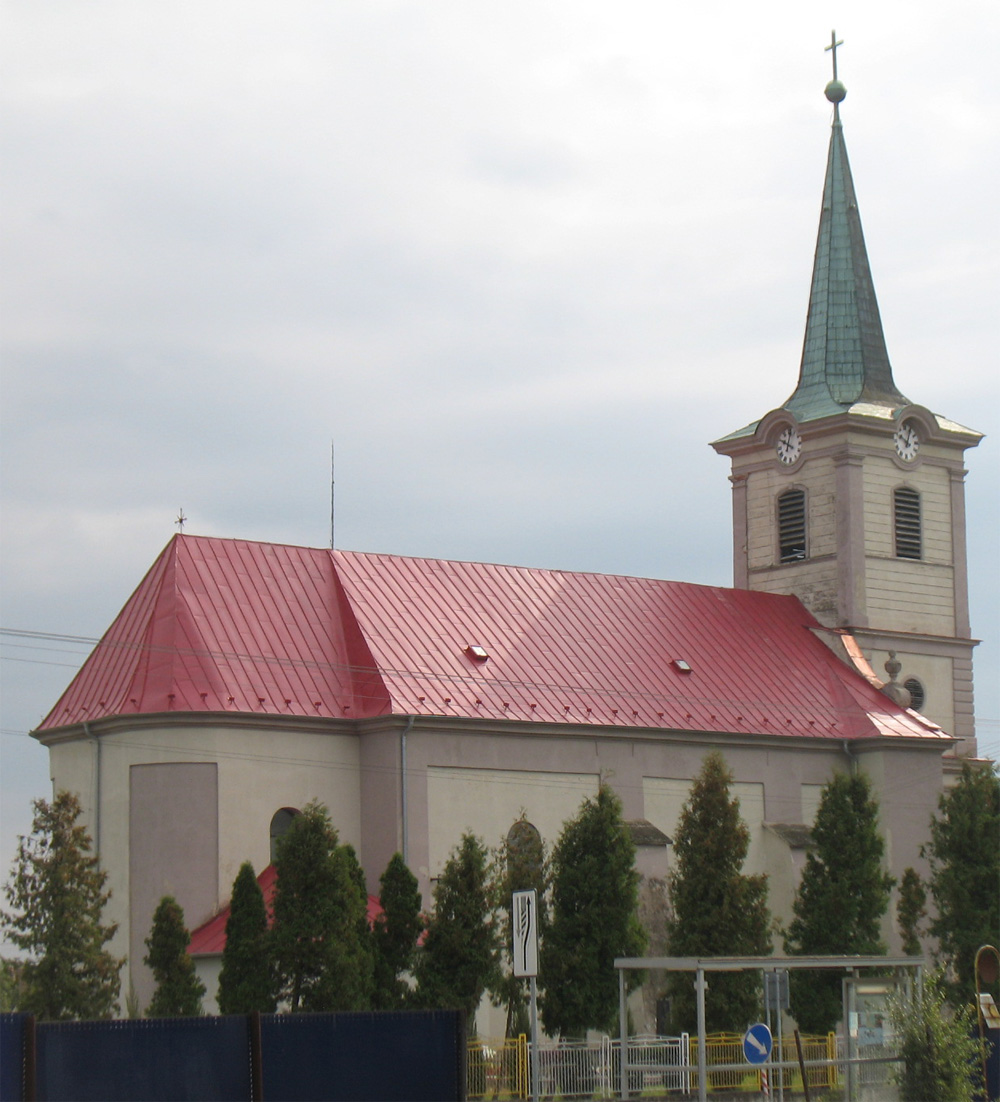
Kirche im Ort

## Geschichte
Das Dorf wurde 1330 zum ersten Mal schriftlich als Iwankafalva erwähnt, 1924 wurde der Ort Lúky-Gergeľová eingemeindet und 1976–1992 war die Gemeinde ein Teil der Stadt Nitra.

## Bevölkerung
| Jahr                | 1994 | 2004    | 2014    | 2024     |
| ------------------- | ---- | ------- | ------- | -------- |
| Anzahl der Personen | 2243 | 2417    | 2471    | 3083     |
| Unterschied         |      | +7,75 % | +2,23 % | +24,76 % |

| Jahr                | 2023 | 2024    |
| ------------------- | ---- | ------- |
| Anzahl der Personen | 3064 | 3083    |
| Unterschied         |      | +0,62 % |

## Lage
Die Gemeinde liegt auf einer Meereshöhe von 146 Metern und umfasst ein Gebiet von 14,909 km². Die Bevölkerung beträgt um die 2415 Einwohner.

## Volkszugehörigkeit
Das Dorf ist zu fast 98 % von Slowaken bewohnt.

## Einrichtungen
Das Dorf verfügt über eine öffentliche Bibliothek, eine Sporthalle und einen Fußballplatz.